# سارة جيرودو
سارة جيرودو (بالفرنسية: Sara Giraudeau)‏ (مواليد 1 أغسطس 1985) هي ممثلة فرنسية.

## الحياة
سارة جيرودو هي ابنة آني دوبري وبرنارد جيرودو.

## روابط خارجية
- سارة جيرودو على موقع IMDb (الإنجليزية)
- سارة جيرودو على موقع ألو سيني (الفرنسية)
- سارة جيرودو على موقع ميوزك برينز (الإنجليزية)
- سارة جيرودو على موقع قاعدة بيانات الفيلم (الإنجليزية)
- سارة جيرودو على موقع كينوبويسك (الروسية)

- Sara Giraudeau في قاعدة بيانات الأفلام على الإنترنت